# Lepithrix luteomarginata
Lepithrix luteomarginata är en skalbaggsart som beskrevs av Dombrow 2001. Lepithrix luteomarginata ingår i släktet Lepithrix och familjen Melolonthidae. Inga underarter finns listade i Catalogue of Life.